# اوریگانوم سیراکام
اوریگانوم سیراکام (نام علمی: Origanum syriacum) نام یک گونه از سرده اوریگانوم است.